# Дампјер сир Линот
Дампјер сир Линот (фр. Dampierre-sur-Linotte) насеље је и општина у источној Француској у региону Франш-Конте, у департману Горња Саона која припада префектури Везул.
По подацима из 2011. године у општини је живело 775 становника, а густина насељености је износила 23,86 становника/km². Општина се простире на површини од 32,48 km². Налази се на средњој надморској висини од 265 метара (максималној 393 m, а минималној 252 m).

## Демографија
| 1962. | 1968. | 1975. | 1982. | 1990. | 1999. | 2011. |
| ----- | ----- | ----- | ----- | ----- | ----- | ----- |
| 686   | 715   | 606   | 709   | 697   | 696   | 775   |

График промене броја становника у току последњих година